# Pruno (Campania)
Pruno è una grande area forestale situata nel Parco nazionale del Cilento e Vallo di Diano, in provincia di Salerno. Nell'area sorgono tre distinti nuclei abitati che sono frazione dei comuni di Valle dell'Angelo, Laurino e Piaggine; nonché località geografica ricadente anche nel territorio di Rofrano.

## Storia
L'area di Pruno, secolarmente abitata da sporadici nuclei familiari contadini, ha storicamente avuto due periodi di emigrazione: Il primo lo si ebbe durante la fine del XIX secolo ed il secondo durante la seconda metà del XX secolo. Tali periodi furono inframmezzati da un periodo di ripopolamento locale in cui l'area raggiunse il suo picco per numero di abitanti, con oltre 100 persone suddivisi in circa 30 nuclei familiari.

## Geografia fisica

### Caratteristiche
Con il nome Pruno si identificano due frazioni nei comuni di Valle dell'Angelo e Laurino, e una località in quelli di Piaggine e di Rofrano. Vi sono anche aree rurali che portano questo toponimo (si veda, per esempio, il Monte Pruno, nei pressi di Roscigno).

L'area rappresenta una delle zone naturalistiche più incontaminate della Campania, nonché una delle aree a più bassa densità demografica dell'Italia meridionale.

### Posizione
Pruno, intesa come area forestale, si trova fra i monti Gelbison e Cervati, ad un'altezza che varia dai 600 ai 1.300 m s.l.m., e che dista dalla città di Salerno circa 100 km. Oltre che nei comuni di Laurino, Valle dell'Angelo e Piaggine l'area è compresa anche in quelli di Cannalonga, Campora, Rofrano (in cui è situata parte delle zone ortali delle abitazioni di Pruno di Laurino), Sanza, Novi Velia e Monte S.Giacomo.
I monti compresi nella zona sono il Vesalo, il Monaco, il Faiatella, lo Scanno del Tesoro, la Raia del Pedale ed i Tuzzi di Monte Piano. Vi si trovano inoltre le sorgenti del fiume Calore, e piccole grotte palelolitiche con incisioni rupestri.

### Croce di Pruno
Il centro dell'area è conosciuto come Croce di Pruno, una sorta d'incrocio fra due arterie maggiori (le uniche asfaltate), ed alcuni sentieri: Le 2 strade provinciali sono la Piaggine-Rofrano e la Pruno-Laurino / Campora. La prima, che parte sia da Piaggine che da Valle dell'Angelo per poi riunirsi a sud di Piaggine, attraversa interamente la zona da nord a sud ed ivi s'incontrano i pianori maggiori quali Roti, Campolongo e L'Occhio. Da essa si diparte, a Pruno di Laurino, il sentiero per quelli di Valle dell'Angelo e Piaggine, e si riunisce al resto del piano stradale in una zona detta Calcara, presso Rofrano, al bivio con Sanza. La seconda, che costeggia il monte Vesalo ed una zona chiamata Carmignano (Da cui si diparte la strada verso Campora), è detta l'Inghiottitoio per via del suo essere quasi interamente coperta da una foresta. Si riunisce al resto del piano stradale presso la valle del Calore, non lontano dal centro di Laurino, al bivio verso Felitto e Magliano Vetere. Ad est della Croce si snoda il sentiero per Cannalonga attraverso una zona boschiva chiamata Quarantana (a ridosso del monte Gelbison), ed un altro sentiero, parallelo, che si dirige a sud verso la frazione rofranese di San Menale.

## Villaggi rurali

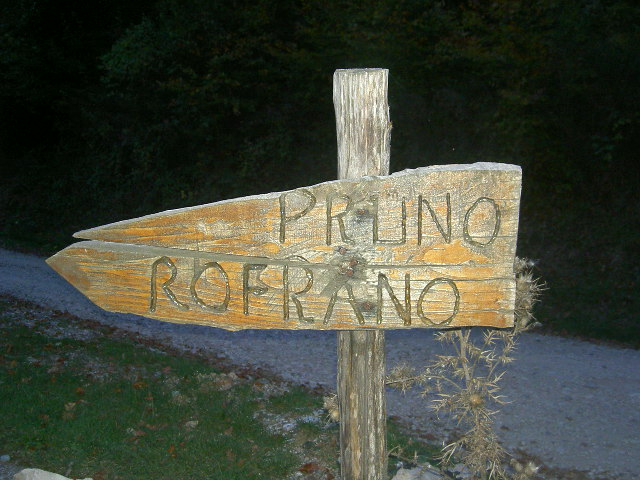
Cartello in legno alla Croce di Pruno

I 3 villaggi che formano Pruno, sommati, contano circa 40 residenti. Sono piuttosto contigui e costituiti da casaletti sparsi a ridosso delle montagne situati a sud della Croce di Pruno.
Pruno di Valle Dell'Angelo (Pruno Casalettaro in dialetto locale) è un vero e proprio villaggio rurale, fra gli ultimi d'Europa. Si trova deviando della provinciale Piaggine-Rofrano a Pruno di Laurino, lungo un sentiero percorribile con i fuoristrada e solo parzialmente asfaltato, terminante a Pruno di Piaggine. Immerso nella foresta, vicino ad una gravina non lontana dal monte Gelbison e dalla zona della "Quarantana" (sul vicino sentiero per Cannalonga) è un villaggio di circa 10 abitanti, composto da cascinali agricoli, dove il ritmo di vita è molto simile a quelli del XIX secolo. Basti pensare che l'allaccio alla rete elettrica è arrivato solamente nel 1992.
La comunità, dedita alla pastorizia ed all'agricoltura, si può definire per molti versi autosufficiente ed il territorio in cui è situata è un'enclave di Valle dell'Angelo nel territorio comunale laurinese.
Pruno di Laurino (Pruno Laurinese in dialetto locale) si trova lungo la strada provinciale Piaggine-Rofrano, immediatamente dopo la discesa dalla Croce di Pruno. È composto da una serie di cascinali piuttosto distanti fra loro e situati sotto il monte della Raia del Pedale, vicino al monte Cervati. La frazione, la più popolosa, conta circa 25 abitanti e nei pressi si trova una gravina con delle piccole grotte (dette di Sant'Elena). Essa è attraversata dal torrente Fosso di Pruno, parallelo alla strada provinciale il cui tracciato ricade per circa 4 km nel territorio di Rofrano. La località fu interessata dal fenomeno del brigantaggio nella prima metà del XIX secolo. Fu infatti il quartier generale per una banda, guidata da Giuseppe Tardio.
Pruno di Piaggine (Pruno Chiainaro in dialetto locale) è una località situata su un sentiero semi-asfaltato che devia della provinciale Piaggine-Rofrano a Pruno di Laurino e passa per Pruno di Valle dell'Angelo. È composto da sporadiche cascine sparse a ridosso del monte Gelbison e la zona della "Quarantana" e la popolazione è di circa 7 abitanti. Analogamente a Pruno di Valle dell'Angelo il suo territorio costituisce un'enclave del comune di Piaggine nel territorio comunale laurinese.

## Galleria d'immagini

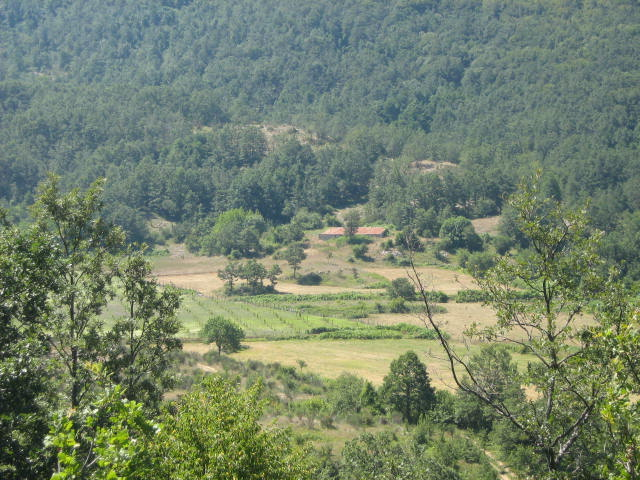
Cascine a Pruno di Valle dell'Angelo
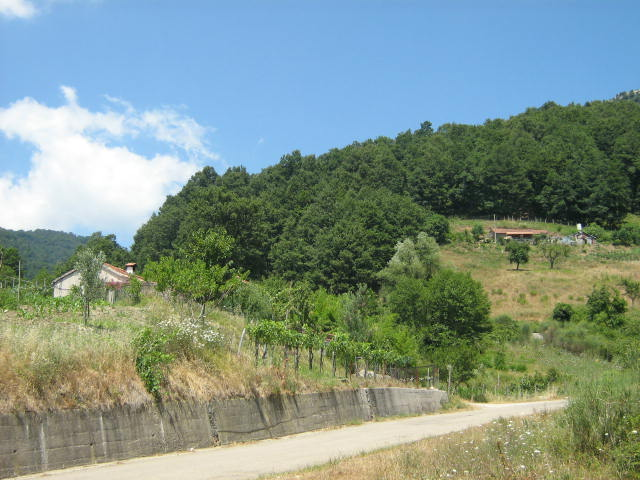
Cascine a Pruno di Laurino
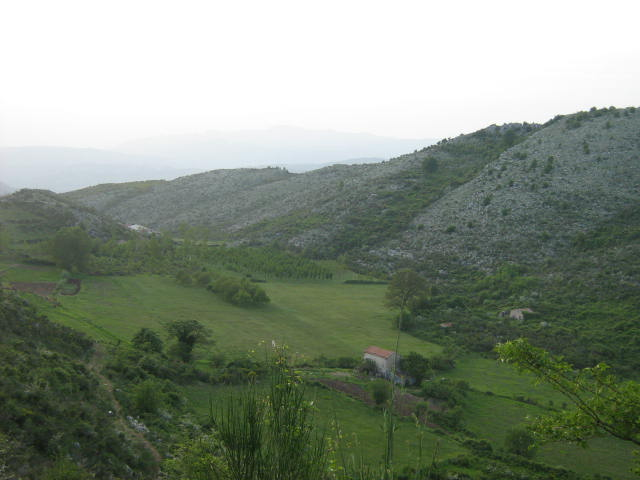
Cascine a Pruno di Piaggine
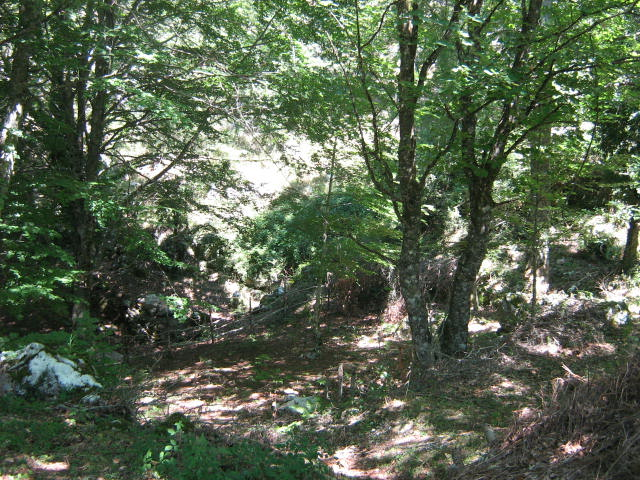
Area boschiva nella Croce di Pruno
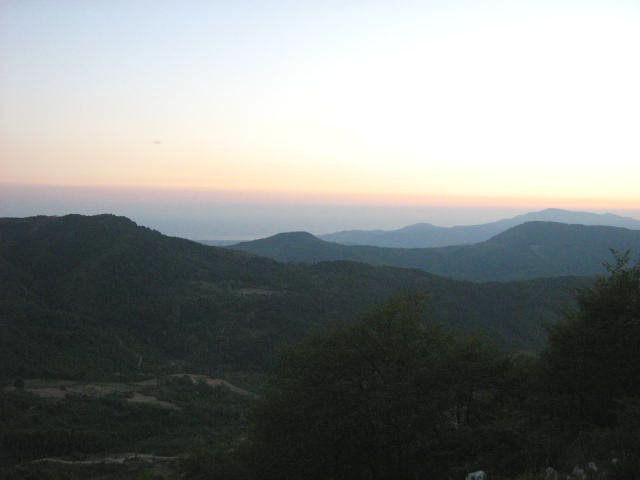
Tramonto sulla strada del Monte Vesalo
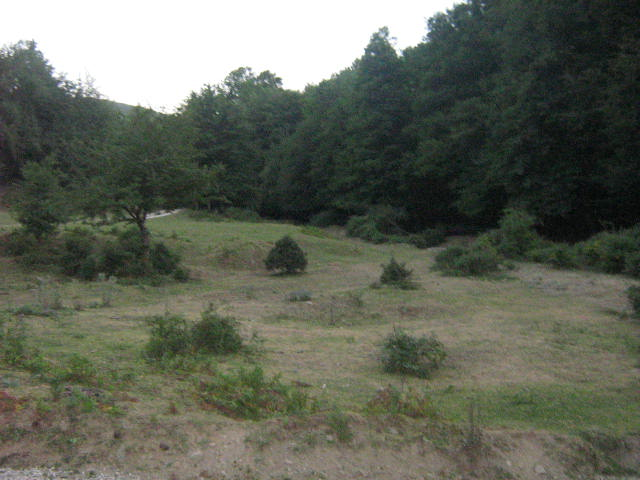
Pianoro sulla strada del Monte Vesalo
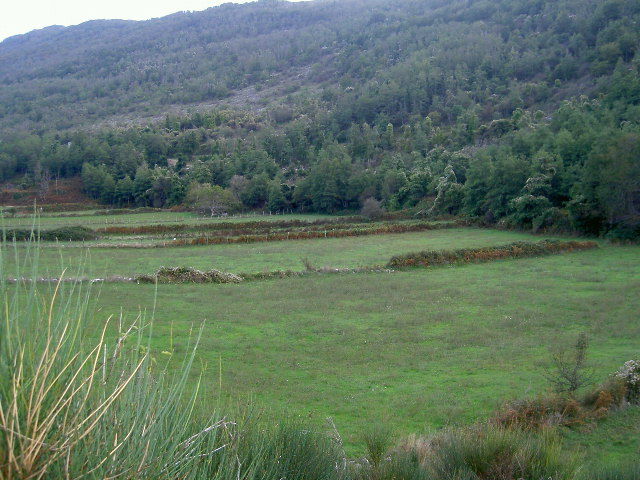
Piana di Roti
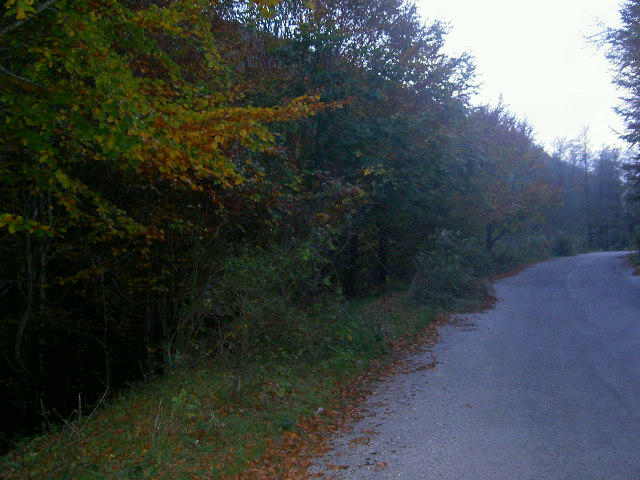
Bosco nei pressi della Piana di Campolongo